# 홍경선 (1925년)
홍경선(洪慶善, 1925년 5월 21일 ~ )은 대한민국의 비전향 장기수이다.

## 생애
충청남도 천안군 수신면에서 태어났다. 가난한 소작농 집안이었지만, 어릴 때부터 총명하여 병천보통학교를 마치고 5남매 가운데 유일하게 천안농업학교에 진학해 중등 과정을 마칠 수 있었다.
천안농업학교에서 반일 사상에 눈을 떴으나 1944년 학교를 졸업하고 대전에 있는 충청남도 농사 시험장에 근무하면서 별다르게 활동하지는 못했다. 1945년 일제 패망과 함께 미군정이 시작되면서 사회주의 운동에 뛰어들었다. 초기에는 합법으로 수신면에서 조직 활동하다가 1947년부터 비합법 조직인 남조선로동당 충남도당과 천안군당에서 일했다. 이로 말미암아 한국 전쟁 발발 전까지 수 차례 투옥되었다.
부천형무소에 수감 중에 한국전쟁을 맞았다. 한국전쟁이 발발하고 나서 옥문을 부수고 나와 충청남도 천안군당에 합류했다. 1951년에는 인민의용군으로 자원입대하여 조선인민유격대 6지대에 편입하였고 강원도 지역을 중심으로 유격전에 참여했다. 휴전 후에는 개성시 송도대학에 진학한 뒤 함경남도 단천시의 공장에 배치받아 근무했다.
1967년 조선로동당의 소환으로 남파되었고 고향인 천안에 들어가자마자 동생이 신고하여 체포되었다. 남파된 직후에 체포되어 별다르게 활동하지는 못했으나 1968년 간첩죄로 무기징역형을 선고받고 복역을 시작했다. 홍경선은 고집이 센 성격으로 '쌈닭'이라고도 불렸고 교도소의 처우와 관련하여 간수들과 자주 마찰을 일으켜서 여러 차례 이감을 다녀야 했다. 수감 중 전향을 권유받았지만 전향하지 않았다.
1998년 김대중 대통령 취임 기념으로 일부 장기수들에게 형 집행정지 조치가 내려져 석방되었다. 수감 기간은 약 31년이다. 2000년 6·15 남북 공동선언에 의거해 조선민주주의인민공화국으로 송환되었다.

## 참고자료
- 김선명 외 6인 (2000년 8월 1일). 〈홍경선 - 바위처럼 굳센 청년〉. 《0.75평 지상에서 가장 작은 내방 하나》. 서울: 창. ISBN 89-7453-074-0.